# IS-krigare i Syrien och Irak
IS-krigare i Syrien och Irak är personer, både män och kvinnor, som reste till Syrien och Irak för att ansluta sig till den islamistiska organisationen Islamiska staten när de försökte etablera en statsbildning där. På norska kallas de fremmedkrigare, på engelska kallas de foreign fighters och på franska combattants étrangers, vilket omfattar även stridande för andra grupper, på olika sidor i konflikten som inleddes i samband med utbrottet av Syriska inbördeskriget.
Mellan 2011 och 2015 anslöt sig mellan 27 000 och 31 000 från utlandet till konflikterna i Irak och Syrien.
Mest fokus har legat på IS-krigarna som kommit från Västeuropa och Nordamerika, men de flesta anslöt från arabvärlden. Många muslimer runt om i världen upprördes av Assadregimens behandling av civilbefolkningen. De som reste tidigt hade varierande motiv, men efter att jihadister började dominera regim-motståndet anslöts de flesta som reste ifrån Europa till grupper som Jabhat al-Nusra och Islamiska staten.

## Mellanöstern och Nordafrika
År 2012 rapporterades att mellan 4 och 7 procent av totalt 18 000 stridande i regeringsmotståndarstyrkor i Syrien utgjordes av stridande från andra länder. Den största gruppen utgjordes av medborgare i grannländer: libaneser, irakier, palestinier och jordanier varav många tidigare stridit mot USA:s styrkor i Irak. Den näst största gruppen kom ifrån Nordafrika: Libyen, Tunisien och Algeriet.
År 2017 uppskattade man att 30 000 krigare rest ifrån MENA-länderna för att strida med IS i Irak och Syrien att jämföra med 5 000 från Europa och 295 ifrån USA. Därmed bidrog MENA-länderna betydande stridskrafter till IS.
| Land         | Antal |
| ------------ | ----- |
| Tunisien     | 7000  |
| Saudiarabien | 3244  |
| Jordanien    | 3000  |
| Marocko      | 1623  |
| Libanon      | 900   |
| Egypten      | 600   |
| Algeriet     | 170   |

### Marocko
År 2017 uppskattades att 1623 marockaner och ytterligare 2000 marockaner bosatta i Europa hade anslutit sig till Islamiska Staten i inbördeskriget som tillsammans med andra IS-krigare från MENA-länderna utgjord en betydande kontingent stridande för IS.

### Tunisien
År 2017 uppskattades att runt 7000 tunisier stred för IS, vilket var den största gruppen utländska IS-krigare.

## Västvärlden
Enligt finska Skyddspolisen har IS-krigare som återvänt från konfliktzonen i Syrien och Irak förstärkt radikalislamistiska nätverk i Europa.

### Terrorism i Västvärlden
Analyser av personer från västvärden som anslutit till konflikter i den muslimska världen, som Bosnien på 1990-talet eller Afghanistan, Irak, Somalia och Jemen på 2000-talet, visar att elva procent blir internationella terrorister och verksamma inom rekrytering, planering och träning av terroristceller.
IS-krigare har på olika sätt varit inblandade i de flesta större terrorattacker som skett i Europa sedan 2014, antingen genom att personligen delta som i terrordåden i Paris 2015 mot bland annat konsertlokalen Bataclan, eller genom att handleda terrorister via internet, som till exempel när Rakhmat Akilov, som utförde Terrordådet i Stockholm 2017, hade kontakt med en IS-krigare i Syrien före och under dådet.

### Bidragsfusk
Flera av IS-krigarna, och de flesta svenska, har tagit ut bidrag i någon form från myndigheter som brustit i uppföljning. De vanligaste bidragsformerna är sociala bidrag, barnbidrag, föräldrapenning, bostadsbidrag och studielån.

### Australien
Under 2017 uppskattades cirka hundra australiska medborgare vara involverade i konfliktområdet, främst som medlemmar i Islamiska Staten. Utöver dessa hade mellan 64 och 70 dödats i striderna. I Australien självt uppskattades cirka 190 individer stödja IS genom finansiering och organisering av transport för resande till konflikten.

### Belgien
Belgien hade det högsta antalet IS-krigare per capita. År 2016 uppskattades antalet stridande som rest ifrån Belgien uppskattades till 420-516 varav 180 fortfarande befann sig i konfliktområdet. Mellan 60 och 70 individer hade dödats. I oktober angav forskaren Peter van Ostaeyen att 47 av de 516 var kvinnor. Gruppen Sharia4Belgium(en) inspirerade människor att resa till konflikten och 79 av individerna hade kopplingar till den gruppen. Minst 112 stred för Islamiska staten, och minst 17 men sannolikt fler stred för Jabhat al-Nusra och fem stred för Syriska regeringen.
Av de som reste inom tiden 2012–2016 hade huvuddelen sitt ursprung i Marocko enligt Förenta Staternas och Belgiens myndigheter.
År 2019 dömdes Hakim E., tidigare medlem i Sharia4Belgium, för ett mord i Syrien till 28 år i fängelse och han förlorade sitt belgiska medborgarskap. Han reste år 2012 till Syrien och återvände år 2013 efter att blivit sårad i huvudet.
I januari 2020 tillkännagav belgiska myndigheter att sex kombattanter i sin frånvaro hade fråntagits sina belgiska medborgarskap.
I juli 2020 annullerade belgiska myndigheter medborgarskapet för åtta IS-krigare.

### Danmark
I Danmark kallas IS-krigare för syrienkrigere i media.
I Danmark framkom det i december 2016  efter efterforskningar av dansk säkerhetspolis att danska myndigheter finansierade 36 personer som rest för att kriga med IS i Syrien via arbetslöshetsunderstöd. I juli år 2017 uppskattades 145 islamister ha rest för att strida för kalifatet.
I mars 2018 ändrade Danmark sin medborgarskapslag så att syrienkrigares barn inte längre automatiskt fick medborgarskap i Danmark.
I september 2019 upptäcktes det att syrienkrigare, dömda terrorister och jihadister hade utfört bedrägerier som kostat danska staten över 800 miljoner DKK.
I oktober 2019 antog Danmark en lag som gjorde det möjligt för utlännings och integrationsministern att återkalla medborgarskap för individer som kan skada Danmarks vitala intressen utan rättegång och har dubbla medborgarskap. I november 2019 drog danska myndigheter in  passet för den 25-åriga "SK" (namn fick ej publiceras), som i sin frånvaro dömts för att ha anslutit sig till Islamiska Staten, och  fortfarande var medborgare i Turkiet.
I mars 2021 drev vissa partier och NGO:er frågan om att hämta IS-krigares barn till Danmark, något som regeringen hade beslutat att inte genomföra då det skulle bli svårt att hämta barnen och samtidigt lämna föräldrarna kvar i Syrien. Enligt en opinionsundersökning gjord av Voxmeter(da) åt Ritzau sade nästan hälften (49 %) av danskarna nej till att hämta barnen och 34 % ja.
I augusti 2021 dömdes en kvinna till fem års fängelse för att ha varit ansluten till Islamiska Staten från september 2016 till mars 2019 i Raqqa-området samt att ha försökt att värva sin lillasyster. Turkiska myndigheter hade henne i förvar och hon blev senare skickat med flyg till Danmark där hon arresterades på Köpenhamns flygplats i juli 2020. Eftersom hon endast hade danskt medborgarskap kunde hon inte utvisas ur Danmark.

### Frankrike
I november 2014 stiftade Frankrike lagar för att konfiskera eller annullera passet för personer som ämnar resa till konfliktzoner. Samtidigt infördes lagar för att utvisa eller neka inträde för utländska medborgare som var involverade i terroristaktiviteter.
Enligt uppskattningar från oktober 2015 hade fler än 900 rest ifrån Frankrike till Syrien eller Irak. Totalt uppskattades nära 2000 franska medborgare eller personer bosatta i Frankrike vara involvaerade i jihadistiska nätverk, men inte alla av dessa hade rest till konflikthärdar.  Av de som rest antogs 75% ha anslutit sig till IS och 25% till Jabhat al-Nusra.
I Frankrike avvärjdes under 2014 minst två terrorattentat som återvändare från Syrien hade förberett. Ett antal gripanden av personer som slussat krigare till Syrien i skedde under 2014 i Paris förorter, Le Havre, Nice, Nîmes, Strasbourg och Toulouse. En fjärdedel av de som greps var kvinnor.
I maj 2019 blev fyra franska medborgare dömda till döden av en domstol i Irak och avrättade för att ha anslutit sig till Islamiska Staten.

### Kosovo
Mellan 2012 och 2015 reste 355 individer från Kosovo till Syrien och Irak. Av dessa vara 256 män, 52 kvinnor och 47 barn. Per capita utgjorde detta en av de högsta andelen stridande från utlandet i Syrien och Irak. Cirka 45% av dessa reste innan utropandet av Islamiska Statens kalifat, som översattes till albanska i jihad-propaganda, i juni 2014. De som reste i inledningsskedet anslöt sig till Free Syrian Army, Jabhat al-Nusra, Ahrar al-Sham, Kataib al-Muhajirin och var i stort fokuserade på att avsätta Assad. De som stannade senare anslöt sig till Islamiska Staten.
Fram till 2019 hade 99 av de 355 dödats, 90 befann sig fortfarande i Syrien och 85 hade dömts i domstol. Kosovos myndigheter beslutade att ej åtala kvinnor och barn och av de vuxna män som hade återvänt år 2018 blev 71% dömda och fängslade för terroristrelaterade förseelser.

### Norge
Från och med maj 2019 blev även kvinnor förhindrade att återvända till Norge efter att ha anslutit sig till IS. Efter regeländringen utvisades fyra personer. Uppehållstillstånden drogs in av Utlendingsdirektoratet (UDI) efter att IS-anknytningen för personen verifierats av Politiets sikkerhetstjeneste (PST). I och med åtgärden förlorade de även rätten till vistelse i hela Schengenområdet.
I september 2019 hade runt 100 personer rest från Norge för att ansluta sig till IS i Syrien och Irak, varav 60 var utländska medborgare.
I september 2019 drog norska myndigheter in uppehållstillstånden för 15 utländska män och kvinnor som rest ifrån Norge och hade kopplingar till Islamiska Staten.
I oktober 2019 lade Miljøpartiet De Grønne fram ett förslag i Stortinget om att en kvinna som reste till Syrien år 2012 och misstänktes att ha anslutit sig till Islamiska staten skulle hämtas hem till Norge med sin sjuka fyraårige son. Stortinget, som inte handlägger enskilda fall, röstade emot förslaget med 92 emot och 9 röster för.
I juni 2021 dömdes en man född i Montenegro i Oslo tingsrett(no) till fem års fängelse för att ha skickat 465 000 NOK till en IS-krigare i Syrien. En annan man, en syrisk medborgare bosatt i Østfold fylke frikändes för terroristfinansiering men fick betala 25 000 NOK i böter för olovlig bankverksamhet. Detta var Norges första fällande dom för terrorismfinansiering.

### Storbritannien
Uppskattningar visar att cirka 850 anslöt sig till IS eller al-Qaeda, varav 15% antas ha dödats. En handfull återvändare har fängslats men enligt åklagare kan många inte åtals på grund av bristande bevis. Sedan 2016 har 152 IS-krigare fråntagits sina brittiska medborgarskap.
I augusti 2019 beslöt inrikesminister Said Javid att barn till IS-krigare som rest ifrån Storbritannien inte skulle tillåts inresa till landet. Dels ansågs det farligt att skicka tjänstemän till lägren för att identifiera individer och dels hyste regeringen farhågor att återförsel av barnen kunde ge deras föräldrar anledning att ta sig till Storbritannien.

### Sverige
I svensk media kallas IS-krigarna även IS-resenärer och IS-svenskar, och  jämförelse med andra länder i Europa har Sverige bland de högsta antalen IS-krigare per capita. Flertalet av de som reste till konfliktområdet gjorde det åren 2013 och 2014.
År 2016 uppskattade Säkerhetspolisen att 299 personer rest från Sverige till konfliktområdet. BBC uppmärksammade det relativt stora antalet extremister och gjorde ett reportage ifrån Göteborg.
I maj 2017 dömde en domstol i Grekland en svensk medborgare född i Bosnien och en jemensk medborgare till 15 års fängelse för medlemskap i Islamiska staten. De bar på jaktknivar och försökte korsa gränsen till Turkiet när de greps.
År 2019 sade inrikesminister Mikael Damberg att Sverige inte hade någon skyldighet att hämta hem IS-terrorister och att fokus istället borde ligga på att de åtalas för sina gärningar på plats, där bevis och vittnen fanns.
Enligt Magnus Ranstorp på Försvarshögskolan år 2018 har spridandet av salafistisk ideologi i Sverige lett till att flera rest ifrån Sverige för att ansluta sig till jihadistiska rörelser i Syrien.
Totalt anslöt sig cirka 300 svenskar till terrorgrupper i Syrien och Irak mellan åren 2012 och 2016 (av totalt 5000 från Europa). Sverige tillhör därmed de fyra länder i Västeuropa som bidrog med flest terrorresenärer, och de tre västeuropeiska länder som bidrog med flest terrorresenärer per kapita.
Enligt bedömningar gjorda på Polismyndigheten uppskattar man att minst hälften av de som rest från Sverige till konfliktzonen var kriminella. Många sorters kriminalitet förekommer i gruppen som stöld, umgänge med barn, misshandel, narkotikabrott, vapenbrott, mordbrand, brott mot knivlagen, olovlig körning, olaga hot, urkundsförfalskning, rånförsök, häleri, övergrepp i rättssak, människorov och terrorbrott.
I oktober 2020 beslutade kurdiska myndigheter att inte släppa IS-medlemmar med svenskt medborgarskap eftersom de inte litade på att Sveriges myndigheter skulle lagföra dem för deras brott. Detta ställningstagande gjordes med hänsyn mot offren för Islamiska Statens gärningar.

#### Utsatta områden
Majoriteten av de som har rest ifrån Sverige till konfliktdrabbade länder för att delta i strid bor eller har bott i utsatta områden, och många har suttit i fängelse. Enligt en rapport från Försvarshögskolan så kommer 70% av de som åker utomlands för att strida för islamistiska terroristgrupper från de utsatta områdena. I de särskilt utsatta områdena finns en radikal islamistisk miljö som rekryterar till och finansierar terrorism.

#### Återvändare
Enligt en kartläggning av 41 som återvänt från konfliktområdet till Sverige gjord av SVT år 2019 hade var tredje (13 män) varit inblandad i brottslighet efter att de anlänt till Sverige, varav två män dömts för terrorbrott. Av de som återvänt var 12 kvinnor och flera av dem hade fått sina barn omhändertagna av myndigheter.

### Tyskland
Tyska säkerhetstjänsten utgår ifrån att mer än 850 individer rest ifrån Tyskland till konfliktområdet för att ansluta sig till IS och andra terrormiliser. En femtedel av dessa är kvinnor och en åttondel konvertiter. Flertalet är yngre än 30 år gamla. Av de som rest antas cirka 150 har omkommit.
Bland den grupp muslimer som anslutit sig till IS från Tyskland var runt två tredjedelar dömda för brott, 504 av 778. Av de dömda hade 32% dömts för fem brott eller fler.

#### Återvändare
En tredjedel av de som reste har återvänt till Tyskland. Av de som återvänt har myndigheterna konstaterat att 80 har utbildats i krigföring.

### Österrike
Fram till september 2015 hade 230 individer som lämnast Österrike för att ansluta sig till konflikten i Syrien och Irak identifierats. A dessa kunde fler än 70 ha tagit sig tillbaka till Österrike igen.
Fram till 9 februari 2015 hade sjutton kvinnor lämnat Österrike för att ta sig till IS-kontrollerade områden, varav ett antal var under 18 år. Österrikiska författningsskyddet årsrapport om terrorism noterade ingen homogen bakgrund en ammerikansk rapport om terrorism uppmärksammade att de som lämnade Österrike till övervägande del var tjetjener, turkar eller hade sin bakgrund i Balkan-länderna. De som lämnade Österrike var huvudsakligen mellan 18 och 35 år gamla.
I december 2014 vidtog Österrikes regering en rad åtgärder, bland annat att de som har dubbelt medborgarskap kunde förlora sitt österrikiska medborgarskap vi frivilligt deltagande i väpnade konflikter utomlands. I juli 2015 genomfördes regeländringar där myndigheter kunde vägra asyl på grund i fall där sökanden utgjorde ett hot mot landets säkerhet eller vägra utfärda resehandlingar av samma orsak.